# Bastevik

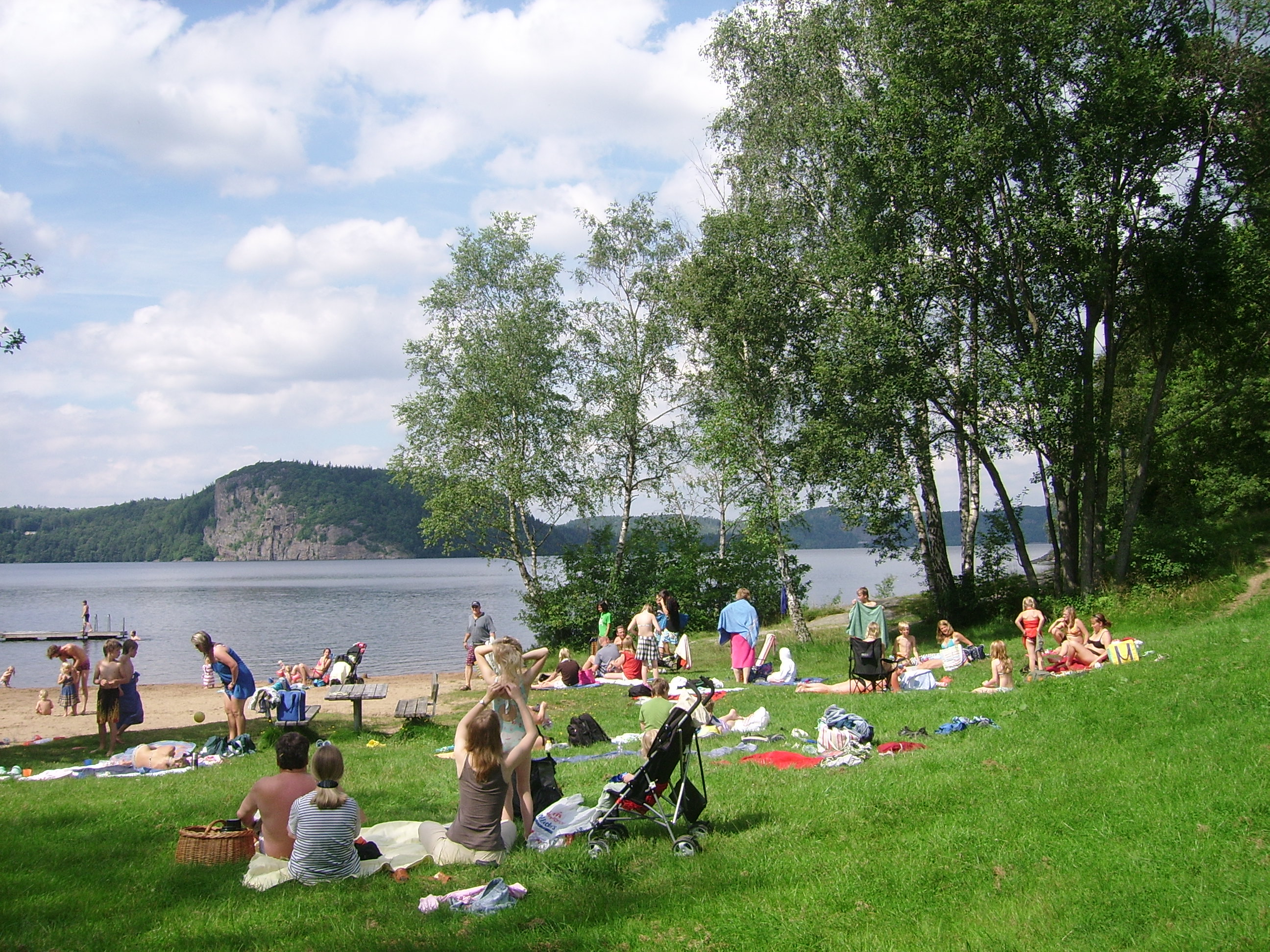
Vy över sjön mot Börs flåg från Bastevik

Bastevik är en badplats vid Hällungen, som är den största sjön i Stenungsunds kommun, och den ligger cirka sex mil norr om Göteborg.
I Bastevik finns både sandstrand och klippstränder samt gräs och stigar i lövskogen längs stränderna från badplatsen. Det finns också en vacker vy över sjön till den mäktiga klippbranten på berget Börs flåg på andra sidan sjön. Börs flåg är också ett fågelskyddsområde.